# برایان فان خوتهم
برایان فان خوتهم (هلندی: Brian van Goethem؛ زادهٔ ۱۶ آوریل ۱۹۹۱) دوچرخه‌سوار اهل هلند است.
از باشگاه‌هایی که در آن رکاب زده‌است می‌توان به تیم دوچرخه‌سواری رومپوت–ندرلانسه لوتری اشاره کرد.